# Kathrin Weßel
Kathrin Weßel (Annaberg-Buchholz, 14 augustus 1967) is een lange-afstandsloopster uit Duitsland.
Weßel liep drie maal de 10.000 meter op de Olympische Zomerspelen, in 1988, waar ze vierde werd, in 1992 in Barcelona, en in 1996.
In 1991 en 1992 was ze de snelste vrouw bij de 25 km van Berlijn.
Op de Marathon van Frankfurt 1994 finishte ze als derde.
Ook werd Weßel meermaals (Oost)-Duits kampioene op verschillende langeafstandsonderdelen.
- Gemeinsame Normdatei: 1231392185
- World Athletics: 14280272
- Virtual International Authority File: 3262161882006534100009